# 55 Cadillac
55 Cadillac è il quarto album in studio del musicista statunitense Andrew W.K., pubblicato nel 2009.

## Tracce
1. Begin the Engine – 8:47
2. Seeing the Car – 2:57
3. Night Driver – 6:34
4. Central Park Cruiser – 2:29
5. 5 – 4:46
6. City Time – 5:21
7. Car Nightmare – 4:50
8. Cadillac – 3:53